# Distrikt Imperial
Der Distrikt Imperial liegt in der Provinz Cañete der Region Lima im zentralen Westen Perus. Der Distrikt hat eine Fläche von 53,16 km². Beim Zensus 2017 lebten 38.925 Einwohner im Distrikt. Im Jahr 1993 betrug die Einwohnerzahl 30.654, im Jahr 2007 36.340. Verwaltungssitz ist die Stadt Imperial.

## Geographische Lage
Der relativ kleine Distrikt Imperial befindet sich im zentralen Süden der Provinz Cañete. Er besitzt eine maximale Längsausdehnung in NNW-SSO-Richtung von 12,8 km. Der Distrikt liegt 7 km von der Pazifikküste entfernt in der Küstenebene. Der Fluss Río Cañete verläuft südlich des Distrikts. Im Norden und Osten erheben sich die Ausläufer der peruanischen Westkordillere. Im Distrikt wird bewässerte Landwirtschaft betrieben. 
Der Distrikt Imperial grenzt im äußersten Nordwesten an den Distrikt Cerro Azul, im Norden an den Distrikt Quilmaná, im Osten an den Distrikt Nuevo Imperial, im Süden an den Distrikt San Vicente de Cañete sowie im Westen an den Distrikt San Luis.